# 国家人类基因组研究所
国家人类基因组研究所（英語：National Human Genome Research Institute，缩写NHGRI）是美国國家衛生院（National Institutes of Health，NIH）的下属研究所，位于马里兰州贝塞斯达。NHGRI最初为NIH的负责筹办国际人类基因组计划（Human Genome Project，HGP）的办公室，1989年成立。